# 新田あゆな
新田 あゆな（にった あゆな、2002年〈平成14年〉6月17日 - ）は、日本の元グラビアアイドル。

## 略歴
高校2年生だった2019年、「女子高生ミスコン2019」のグランプリを獲得。2020年9月からはグラビアアイドルとしての活動を開始。高校を卒業した2021年には2つの雑誌で表紙を務めるなど脚光を浴びる。
2022年3月31日、所属していたエイベックス・マネジメントとの契約と芸能活動を終了したことと、第一子を妊娠したことを自身のTwitterで明らかにした。

## 人物
- 趣味はTikTok、特技はバスケットボール[1]。
- 2021年時点では大阪府在住であり、仕事のたびに東京へ通っている[5]。

## 出演

### 配信ドラマ
- 仮面ライダーリバイス The Mystery（2022年1月30日 - 2月27日、TELASA） - 氷室美沙 役[6]

## 作品

### デジタル写真集
- School Angel（スピ・サン グラビアフォトブック、2021年1月25日）
- ミラクルガール〜日本一かわいい女子高生〜（週プレ、2021年3月26日）
- 梅雨空に花を添えて（週プレ、2021年5月31日）
- 毎日がカラフル（週プレ、2021年10月18日）